# Acanthoderes laportei
Acanthoderes laportei es una especie de escarabajo del género Acanthoderes, familia Cerambycidae. Fue descrita científicamente por Aurivillius en 1923.
Se distribuye por Brasil, Ecuador, Guyana Francesa y Perú. Posee una longitud corporal de 11,5-17,5 milímetros. El período de vuelo de esta especie ocurre en los meses de enero, abril, julio, agosto, septiembre, octubre, noviembre y diciembre.
La dieta de Steirastoma laportei comprende plantas de la familia Clusiaceae, entre ellas, la especie Moronobea coccinea y otras del género Symphonia.